# Sphyrospermum klotzschianum
Sphyrospermum klotzschianum är en ljungväxtart som först beskrevs av Rudolf Mansfeld, och fick sitt nu gällande namn av Albert Charles Smith. Sphyrospermum klotzschianum ingår i släktet Sphyrospermum och familjen ljungväxter. Inga underarter finns listade i Catalogue of Life.